# Hey Girl
Hey Girl là một nhóm nhạc nữ của Đài Loan. Kênh âm nhạc Channel V Đài Loan đã tổ chức một buổi thử giọng trong chương trình "Tôi yêu Hắc Sáp Hội" (我愛黑澀會/Wo Ai Hei Se Hui), một show truyền hình nhằm tạo ra những nhân vật nữ mới cho làng giải trí Đài Loan. Vào thời điểm cuối năm 2005, Channel V đã chọn ra chín thành viên đại diện cho những cô gái khác, đó là: Quỷ Quỷ, Tiểu Tiệp, Mei Mei, Apple, Tiểu Huân, Nha Đầu, Tiểu Man, Đồng Đồng và Đại Nha. Họ được các fan trìu mến gọi là Cửu Nữu Nữu (九妞妞/Jiu Niu Niu).
Sau đó (tức năm 2006), chín thành viên được tách ra thành hai nhóm nhỏ trước khi phát hành mini-album thứ ba. Đại Nha, Tiểu Man, Nha Đầu, Quỷ Quỷ và Apple tham gia nhóm "Phấn Hồng Cao Áp Điện" (tiếng Trung: 粉紅高壓電; bính âm: Fen Hong Gao Ya Dian). Còn Mei Mei, Tiểu Huân, Tiểu Tiệp và Đồng Đồng (sau khi Hey Girl được tách ra) đã lập thành nhóm "Điềm Tâm Oanh Tạc Cơ" (tiếng Trung: 甜心轟炸機; bính âm: Tian Xin Hong Zha Ji; tiếng Anh: Sweet Heart Bomber). Đến năm 2007, Hey Girl (lúc đó có tên gọi Hắc Sáp Hội Mỹ Mi) cùng nhóm nhạc nam Lollipop tham gia phim Vị ngọt Macchiato rất ăn khách trong giới teen.

## Thay đổi tên
Ban đầu, tên gọi của nhóm Hắc Sáp Hội Mỹ Mi là một sự chơi chữ từ cụm từ "Mỹ Mi" (chữ Hán phồn thể: 美眉; bính âm: Mei Mei; nghĩa là: "cô gái xinh đẹp") và "Hắc Sáp Hội" (chữ Hán phồn thể: 黑社會; bính âm: Hei Se Hui; có nghĩa là: "Xã hội đen"). Sau đó, khi nhóm chuyển tới hãng thu âm Warner Music Đài Loan thì tên gọi đã được chuyển thành 黑Girl, và tên tiếng Anh chính thức trở thành Hey Girl. Sử thay đổi tên gọi này là hậu quả từ mối quan tâm của công ty thu âm về tin đồn tai tiếng của các thành viên khác trong chương trình Tôi yêu Hắc Sắp Hội sẽ được liên kết với Hắc Sáp Hội Mỹ Mi.